# 巍山茴芹
巍山茴芹（学名：Pimpinella weishanensis）为伞形科茴芹属的植物，为中国的特有植物。分布于中国大陆的四川、云南、西藏等地，生长于海拔1,700米至4,000米的地区，一般生长在林下、高山草甸及沟边灌丛中，目前尚未由人工引种栽培。